# Almé
Pour les articles homonymes, voir Almé (homonymie).
Almé (ou Alme) est un village de la commune de Mayo-Baléo situé dans la région de l'Adamaoua et le département du Faro-et-Déo, à proximité de la frontière avec le Nigeria.

## Population
En 1971, Almé comptait 300 habitants, principalement Koutine (ou Pere).
Lors du recensement de 2005, 1 813 personnes ont été dénombrées dans le village d'Almé et 4 651 dans le canton du même nom.